# HD154418
HD154418 — хімічно пекулярна зоря спектрального класу
A0 й має  видиму зоряну величину в смузі V приблизно  6,3.
Вона  розташована на відстані близько 320,7 світлових років від Сонця.

## Фізичні характеристики
Зоря HD154418 обертається 
досить швидко 
навколо своєї осі. Проєкція її екваторіальної швидкості на промінь зору становить  Vsin(i)= 89км/сек.